# Сан-Жуан-ду-Пау-д’Алью
Сан-Жуан-ду-Пау-д’Алью (порт. São João do Pau d'Alho) — муниципалитет в Бразилии, входит в штат Сан-Паулу. Составная часть мезорегиона Президенти-Пруденти. Входит в экономико-статистический микрорегион Драсена. Население составляет 1711 человек на 2006 год. Занимает площадь 117,845 км². Плотность населения — 14,5 чел./км².
Праздник города — 24 июня.

## Статистика
- Валовой внутренний продукт на 2003 составляет 15.596.645,00 реалов (данные: Бразильский институт географии и статистики).
- Валовой внутренний продукт на душу населения на 2003 составляет 8.097,95 реалов (данные: Бразильский институт географии и статистики).
- Индекс развития человеческого потенциала на 2000 составляет 0,754 (данные: Программа развития ООН).

## География
Климат местности: жаркий. В соответствии с классификацией Кёппена, климат относится к категории Cfa.